# Orazio Ciancio
Orazio Ciancio (Venetico, 25 agosto 1935) è un agronomo italiano, ricercatore attivo nel campo dei sistemi biologici complessi.
Ha concepito e illustrato l'innovativa teoria della "silvosistemica" o selvicoltura sistemica, che in ambito forestale è considerata una vera e propria rivoluzione scientifica, etica e culturale. Sul piano etico, ha sottolineato l'importanza di considerare i diritti del bosco, un'entità che ha valore in sé e che va tutelato, conservato e difeso alla stregua di tutti gli altri sistemi biotici e abiotici.

## Biografia
Nel 1962 si laurea in Scienze Forestali presso l'Università degli Studi di Firenze.
I primi anni della sua attività professionale lo vedono impegnato con ruoli direttivi dapprima nell'Azienda Speciale Consorziale “Alto Fortore” (BN), poi nel Corpo Forestale della Regione Siciliana e successivamente nel Corpo Forestale dello Stato.
Nel 1967 vince il concorso per sperimentatore nel ruolo degli Istituti di Sperimentazione Agraria e Talassografica del Ministero dell’Agricoltura e delle Foreste e prende servizio presso la Stazione sperimentale di Selvicoltura di Firenze dove aveva già trascorso un anno come sperimentatore avventizio fra il 1963 e il 1964. Qui inizia la sua lunga attività nel campo della ricerca forestale che lo vedrà impegnato in numerose attività sia di sperimentazione sia, in misura via via crescente, di direzione e coordinamento dell'attività di ricerca.
Nel 1969 viene incaricato dal Commissario dell'Istituto Sperimentale per la Selvicoltura di Arezzo di costituire la Sezione Operativa Periferica “Selvicoltura Mediterranea” di Cosenza, dove assume poi l'incarico di direttore.
Nel 1975 viene incaricato della direzione della Sezione Centrale “Biologia e Difesa” dell'Istituto Sperimentale per la Selvicoltura di Arezzo pur mantenendo la direzione della Sezione Operativa Periferica di Cosenza.
Nel 1977 vince il concorso per la direzione della Sezione “Biologia e Difesa” che dirigerà dal 1978 al 1986.
Nel 1982 inizia la sua attività didattica svolgendo per incarico il corso di “Botanica Forestale” presso la Facoltà di Agraria dell'Università della Tuscia – Viterbo, corso che terrà anche nel 1983 e nel 1984.
Nel 1985 vince il concorso a professore universitario di ruolo prima fascia, Gruppo n. 414, prima disciplina Assestamento Forestale. Dal mese di aprile 1986 è chiamato a ricoprire la Cattedra di Assestamento Forestale presso la Facoltà di Agraria dell'Università della Tuscia – Viterbo, dove continua a svolgere per supplenza anche il corso di “Botanica Forestale”.
Il 1º novembre del 1991 è chiamato a ricoprire la cattedra di Assestamento Forestale presso la Facoltà di Agraria dell'Università di Firenze, disciplina che insegnerà fino all'anno accademico 2004-2005. Negli anni accademici 2005-2006 e 2006-2007 passa all'insegnamento della Selvicoltura generale.
Il 1º novembre 2007 cessa dal servizio per raggiunti limiti di età.

## Incarichi di responsabilità nell'Ateneo fiorentino
Il 24 aprile 1992 è nominato direttore dell'Istituto di Assestamento e Tecnologia Forestale, carica che ricoprirà per altri due mandati, dal 1994 al 1997 e dal 1997 al 2000.
È stato poi direttore del Dipartimento di Scienze e Tecnologie Ambientali Forestali, dalla sua costituzione nel 2000 fino al 2005.
Il 30 ottobre 1992 è eletto Presidente del Corso di Laurea in Scienze Forestali, incarico che assumerà anche per un secondo mandato, dal 1995 al 1998.
Dal mese di novembre 2004 al mese di ottobre 2007 è Presidente del Consiglio di Corso di Laurea in Scienze Forestali e Ambientali.
Dal 1995 è Coordinatore del Collegio dei Docenti del Corso di Dottorato in Economia e Pianificazione forestale, divenuto poi Corso di Dottorato in Economia, Pianificazione forestale e Scienze del legno.
Dal 2007 è stato Direttore delle Scuola di Dottorato in Gestione Sostenibile delle Risorse agrarie e forestali.

## Onorificenze e appartenenza a Società scientifiche
Nel 1981 gli viene conferita l'onorificenza di Cavaliere dell'Ordine al Merito della Repubblica Italiana.
Dal 1977 è stato socio corrispondente dell'Accademia Italiana di Scienze Forestali e dal 1986 è socio ordinario. Nel 1992 entra a far parte del Consiglio accademico e viene nominato Segretario generale.
Dal 2004 al 2008 ricopre la carica di Vicepresidente dell'Accademia Italiana di Scienze Forestali.
Dal 1995 è socio corrispondente dell'Accademia dei Georgofili e socio ordinario dal 2002.
Dal 2002 è socio ordinario dell'Accademia nazionale di Agricoltura.
Dal 1993 è Direttore della rivista L'Italia Forestale e Montana.
Dal 2007 è Direttore degli Annali dell'Accademia Italiana di Scienze Forestali.
Dal 2008 ad oggi è Presidente dell'Accademia Italiana di Scienze Forestali.
Il 17 settembre 2015 in occasione del 10º Congresso Nazionale della Società italiana di selvicoltura ed ecologia forestale (SISEF) svoltosi a Firenze dal 15-18/09/2015 gli viene conferito il riconoscimento alla carriera.

## Attività scientifica
Gli studi del prof. Orazio Ciancio hanno affrontato molteplici aspetti della selvicoltura e dell'assestamento forestale. Partendo da una intensa attività sperimentale, le sue indagini si sono progressivamente indirizzate verso l'analisi critica del pensiero forestale e l'elaborazione di approcci innovativi nella selvicoltura e nell'assestamento forestale.
A partire dalla fine degli anni sessanta il prof. Ciancio ha realizzato una vasta serie di ricerche sperimentali impostate con metodologie innovative e incentrate su temi di rilevante interesse per la selvicoltura mediterranea. Tra queste spiccano le ricerche volte a definire regimi ottimali di diradamento per la gestione dei rimboschimenti, quelle per l'individuazione dell'epoca ottimale di ceduazione per numerose specie forestali di interesse in ambiente mediterraneo, lo studio sulle relazioni fra clima e distribuzione della vegetazione forestale in Calabria, le indagini sulla produttività forestale, le ricerche sulla gestione e la produttività dei cedui.
Un importante settore di studio ha riguardato la sperimentazione sull'introduzione e la coltivazione di specie forestali esotiche in Italia, impostata all'inizio del secolo scorso da Aldo Pavari. I risultati dopo sessant'anni di sperimentazione sono stati pubblicati nel 1982 in un volume che Jean Pardé ha definito monumentale.
In questo lavoro vengono gettate le basi per una definizione scientificamente coerente dell'arboricoltura da legno, operando una chiara distinzione fra questo settore di attività e la selvicoltura. Negli anni successivi questa distinzione ha dato un contribuito fondamentale alla risoluzione delle incertezze che a livello normativo rischiavano di bloccare un settore di attività sostenuto dalle politiche comunitarie e di grande importanza per l'economia forestale. Il concetto di reversibilità della coltura come discriminante fra arboricoltura da legno e selvicoltura è stato definitivamente recepito dal Decreto legislativo n. 227 del 2001 sull'Orientamento e la modernizzazione del settore forestale, in larga parte ispirato al progetto di Legge Quadro Forestale elaborato sotto la sua guida da un gruppo di lavoro costituito presso l'Accademia Italiana di Scienze Forestali.
A partire dagli ottanta il prof. Ciancio ha iniziato un lungo percorso di indagine scientifica ed epistemologica che lo ha portato a gettare le basi di un nuovo modo di affrontare la questione forestale. In quegli anni si stava avviando un dibattito a livello nazionale e internazionale sulla necessità di un cambiamento della gestione forestale. Il contributo che il prof. Ciancio ha dato a questo dibattito può essere configurato come una vera e propria rivoluzione scientifica. Il prof. Ciancio è stato coordinatore nazionale di numerosi progetti di ricerca finanziati dal Ministero dell'Università, dal Ministero dell'Ambiente, dal Ministero dell'Agricoltura e da altri enti pubblici. Tra gli altri: il Progetto di Ricerca di Interesse Nazionale FOR_BIO 2003 “Modelli di gestione sostenibile dei sistemi forestali per la conservazione della complessità e della diversità biologica”, il Progetto di Ricerca di Interesse Nazionale 2005 “Modelli di gestione forestale per la produzione di biomasse per energia”.
Inoltre, è stato coordinatore o responsabile di unità di ricerca in numerosi progetti internazionali. Tra gli altri: il Progetto finalizzato FAO “Pino domestico” per la regione Mediterranea, Development of methods and tools for monitoring forest diversity as a contribution to sustainable forest management in Europe (DMMD) in collaborazione con la Swedish University of Agricultural Sciences di Uppsala; Scale dependent monitoring of non-timber forest resources based on indicators assessed in various scales (MNTFR), finanziato dalla EC; Network for an European Forest Information Service (NEFIS) finanziato dalla EC.
Il prof. Ciancio ha partecipato come relatore invitato a numerosi convegni e seminari nazionali e internazionali.
Nella sua lunga carriera di professore universitario Orazio Ciancio ha sempre prestato attenzione all'importanza della diffusione non solo delle conoscenze tecniche e scientifiche ma anche di quella che egli ha definito la “cultura del bosco”. Ha trasmesso questo impegno anche ai numerosi giovani, studenti, ricercatori e poi colleghi, che hanno raccolto la sfida di questo rinnovamento della selvicoltura e dell'assestamento forestale e che si trovano oggi impegnati a vario livello in numerose sedi Universitarie italiane.
Il prof. Ciancio è sempre impegnato in seno all'Accademia Italiana di Scienze Forestali in numerose attività di coordinamento e trasferimento della ricerca. Nel 2008 è stato vicepresidente del Comitato Scientifico e organizzatore del 3º Congresso Nazionale di Selvicoltura, preparato dall'Accademia Italiana di scienze Forestali, dal Corpo forestale dello Stato e dalla Regione Siciliana.
Nel 2014 ha promosso, organizzato e presieduto il II Congresso Internazionale di Selvicoltura al quale hanno partecipato studiosi, ricercatori e amministratori provenienti dai cinque continenti. I risultati innovativi sono stati accolti e analizzati favorevolmente dagli studiosi delle varie parti del mondo e, soprattutto, da vari esponenti politici italiani interessati a svolgere un'azione in favore del settore forestale.
Il 3 dicembre 2015 presso la sede dell'Accademia di Scienze e Lettere la Colombaria, grazie all'iniziativa di un comitato promotore composto dai suoi vecchi allievi, ora professori universitari, in occasione del suo ottantesimo compleanno, ha tenuto una Lectio Magistralis dal titolo “La laicizzazione scientifica e culturale del rapporto bosco-uomo. L'Italian Theory”. Gli atti della Giornata sono stati pubblicati sul n. 5/2015 de L'Italia Forestale e Montana.

## Principali linee di pensiero
Fin dagli inizi degli anni 80 il prof. Ciancio ha evidenziato la necessità di operare un cambiamento radicale dei presupposti e dei metodi della selvicoltura e dell'assestamento forestale.
Ha sostenuto l'adozione di un nuovo paradigma scientifico in campo forestale, i cui principi sono autorganizzazione, non equilibrio, non linearità. E, appunto perciò, di un paradigma di riferimento ipotetico-deduttivo secondo cui il processo di conoscenza si fonda sulla cultura della complessità e sulla visione sistemica. L'approccio sperimentale è quello olistico o ecocentrico. Sul piano tecnico si procede con il metodo per tentativi ed eliminazione degli errori, cioè per approssimazioni successive. Ne consegue che nell'uso del bosco il principio etico deve acquisire un ruolo centrale rispetto a quello attuale.
Secondo una concezione bioeconomica, ha incitato a guardare al bosco non più come a un'officina per produrre legno o altre servigi, ma come a un sistema complesso il cui «disordine» è un «ordine» non compreso e a rapportarsi al bosco in modo differente: non più come a uno strumento da controllare dall'esterno, ma come a un sistema che ha valore in sé. Un sistema la cui anima si manifesta nella sua unicità e, al tempo stesso, nella sua molteplicità. Secondo questa nuova visione sistemica il bosco non viene più considerato un insieme di alberi ma “un insieme unificato nella rete di rapporti fra il complesso degli organismi vegetali e animali e il complesso dei fattori fisici, ovvero un sistema biologico altamente complesso”, che presenta proprietà non riconducibili soltanto alla composizione e alla struttura ma anche alla storia di ciascun bosco. E ciò perché a ogni evento naturale o a ogni azione umana il sistema reagisce determinando una nuova realtà, sintesi di interazioni e interconnessioni, inattesa e imprevedibile. 
Con il riconoscimento che il bosco è un sistema biologico complesso che svolge un ruolo determinante per il mantenimento della vita sul pianeta, il prof. Ciancio ha specificato che il bosco è un'entità che ha «valore in sé», un soggetto di diritti che va tutelato, conservato e difeso alla stregua di tutti gli altri esseri viventi, divenendo il promotore della necessità di riconoscere i diritti del bosco.
Da questi presupposti è stata teorizzata la selvicoltura sistemica che, dopo una fase di dibattito scientifico e accademico sia a livello nazionale che internazionale, si trova oggi nella fase di verifica applicativa e ha delineato l'elaborazione della Silvosistemica, cioè della “scienza che ha per oggetto lo studio, la coltivazione e l'uso del bosco, un sistema biologico autopoietico, adattativo, estremamente complesso, in grado di perpetuarsi autonomamente e capace di assolvere molteplici funzioni”. 
La concezione del bosco come sistema rimette in discussione i presupposti stessi della selvicoltura, dell'assestamento e dell'economia forestale. La Silvosistemica presuppone un bosco disomogeneo. L'intervento colturale è mirato ad assecondare i meccanismi relazionali tra le parti che compongono il sistema, favorendo le interazioni tra queste e l'ambiente. Al tempo stesso è «una» e «diversa» in rapporto alle varie situazioni di ordine fisico, biologico, sociale, storico e culturale ed è la via da percorrere in modo da comporre i problemi connessi alla «questione forestale».

## Libri e Monografie
È autore di quasi 500 pubblicazioni scientifiche, saggi, articoli. È stato curatore di Atti di congressi scientifici, ha curato la prefazione a numerosi testi scientifici del settore. È curatore dei volumi:
- Il bosco e l'uomo», recentemente tradotto in portoghese
- Nuove frontiere nella gestione forestale
- Proposta di legge quadro forestale
- Il bosco ceduo in Italia
- Linee guida per la gestione sostenibile delle risorse forestali e pastorali nei Parchi Nazionali

È autore dei volumi:
- Il bosco ceduo. Selvicoltura, Assestamento, Gestione
- Storia del pensiero forestale: selvicoltura, filosofia etica